# ベータレジオ
ベータレジオ(英語: Beta Regio)とは「火山性の高台」として知られる金星の地域である。3000 kmにわたっていて、金星において目立って高い標高にあり中心部は北緯25度18分 東経282度48分 / 北緯25.3度 東経282.8度に位置する。
初期のレーダー調査で発見された最初の地形にはギリシャ文字のアルファベット名が付けられたがベータレジオはそのような地形の一部で1964年にディック・ゴールドスタインが発見し命名した。この名前は1976年から1979年の間に国際天文学連合の惑星システム命名ワーキンググループ(IAU/WGPSN)によって承認された。マクスウェル山、アルファレジオ、ベータレジオは金星の地形名が通常女性名、女神名に因んでいる中で例外となっている3つの地形である。
火山性の高台は広大で全体1000 km以上にわたって山地から傾斜しているが、100から200 kmに渡る深い谷で途切れている。これらの他には大陸リフティングの一例として表面地殻変動の証拠になっている。